# Tommaso Nencini
Pour les articles homonymes, voir Nencini.
Tommaso Nencini, né le 10 septembre 2000 à Florence, est un coureur cycliste italien.

## Biographie
Tommaso Nencini est originaire de Florence, capitale de la Toscane. Il grandit au contact du monde du vélo. Par son grand-père Aldo, il est l'arrière-petit-cousin du champion Gastone Nencini,. Son père Massimo a lui aussi été coureur cycliste, mais seulement au niveau amateur. Très tôt intéressé par ce sport, il prend sa première licence vers l'âge de sept ans dans un club de Calenzano.  
En 2018, il se distingue sur piste en terminant deuxième de la poursuite par équipes et troisième de l'omnium aux championnats d'Europe juniors. Sur route, il se classe deuxième de la dernière étape du Giro della Lunigiana, derrière Remco Evenepoel. Il intègre ensuite le club Mastromarco-Sensi-Nibali en 2019 pour ses débuts espoirs. Décrit comme un coureur complet, il obtient diverses places d'honneur. Il devient par ailleurs vice-champion d'Europe de poursuite par équipes espoirs en 2020, avec la délégation italienne. 
En 2021, il s'impose sur Florence-Empoli, une épreuve prestigieuse du calendrier national. Il se fait aussi remarquer parmi les professionnels en finissant huitième de Per Sempre Alfredo, sous les couleurs d'une sélection italienne. Sur piste, il s'adjuge une nouvelle médaille aux championnats d'Europe espoirs. Il s'impose également à trois reprises chez les amateurs en 2022. Malgré ses performances, il ne décroche pas de contrat professionnel. Tommaso Nencini intègre néanmoins l'équipe continentale Zalf Euromobil Fior en 2024.

## Palmarès sur route

### Par année
- 2019
  - 2e du championnat d'Italie du contre-la-montre par équipes espoirs
  - 3e du Trofeo Montelupo
- 2020
  - 2e du Gran Premio La Torre
- 2021
  - Florence-Empoli
  - Gran Premio Somma
  - 2e de l'Anniversario Antonio Placci
- 2022
  - Gran Premio della Possenta
  - Coppa Comune di Livraga
  - Gran Premio Pretola
  - 2e du Trofeo Comune di Lastra a Signa
  - 3e du Giro del Medio Polesine
- 2023
  - 2e de Florence-Empoli
  - 2e de la Coppa Ardigò
  - 3e du Gran Premio della Possenta
  - 3e de la Coppa Città di Bozzolo
- 2024
  - Coppa Caduti di Reda
  - Gran Premio Calvatone
  - 2e du Gran Premio Comune di Castellucchio
  - 2e du contre-la-montre de la Coppa del Mobilio
  - 3e de la course en ligne de la Coppa del Mobilio

### Classements mondiaux
| Année                                 | 2021  |
| ------------------------------------- | ----- |
| Classement mondial                    | 1190e |
| UCI Europe Tour                       | 878e  |
|                                       |       |
| Légende : nc = non classéSource : UCI |       |

## Palmarès sur piste

### Championnats d'Europe
- Aigle 2018
  -  Médaillé d'argent de la poursuite par équipes juniors
  -  Médaillé de bronze de l'omnium juniors
- Fiorenzuola d'Arda 2020
  -  Médaillé d'argent de la poursuite par équipes espoirs
- Apeldoorn 2021
  -  Médaillé de bronze de la poursuite par équipes espoirs

### Championnats nationaux
- 2018
  - 2e du championnat d'Italie de l'omnium juniors